# Anthony Goicolea
Anthony Goicolea (* 1971 in Atlanta) ist ein kubanisch-amerikanischer Fotograf. Er lebt und arbeitet in New York City.

## Leben und Werk
Goicolea hat in Madrid (1989), Georgia (1989–1994) und am Pratt Institute in New York (1994–1996) studiert. Anschließend wurde er Fotograf, Zeichner, Video- und Installationskünstler, welcher hauptsächlich inszenierte und narzisstische Selbstporträts von sich fertigte. In diesen Porträts erschuf er humorvolle sowie erschreckende Szenarien, in denen er oft Ereignisse der Kindheit und Adoleszenz durchspielt.
Goicoleas Interaktionsszenen von digitalen Klonen sind in einem kinemato-grafischen Stil konstruiert, der aktuelle Trends aus Mode, Werbung und Musikvideos kopiert. Diese Popkulturästhetik ist beabsichtigte Strategie, um seine Arbeiten in den Kontext weitverbreiteter Werbebilder und damit in den Mainstream einzuordnen. So entstehen Cross-Over Projekte wie mit dem Designer Thom Browne mit dem Film „The Septemberists“, der 2006 eine Version des Goicolea Films „The Septemberistst“ für die Ankündigung seiner neuen Kollektion genutzt hat.
Die Verbindung zu Science-Fiction und Horrorfilmen kann man auch in Goicoleas fotografischen Landschaftsszenarien finden. Seine schwarz-weiße „Almost Safe Series“ zeigt Orte unter einem Himmel, der mit düsteren, schweren Rauch- und Gewitterwolken verhangen ist. Die entvölkerten Landschaften mit ihren Industrieruinen und Merkmalen einer fortgeschrittenen Umweltzerstörung bewirken eine bedrohliche Weltuntergangsstimmung.

## Ausstellungen (Auswahl)
- 1996 PRATT STUDIOS, Clot. Brooklyn, NY, MFA Thesis Exhibition
- 1997 Flat Files PIEROGI 2000, Brooklyn, NY
- 1998 TATE, Open, New York
- 1998 THE BRONX MUSEUM OF ART, Artist in the Marketplace: Eighteenth Annual Exhibition, New York
- 1999 RARE NY, You and What Army, New York
- 2000 THE BRONX MUSEUM, Good Business Is the Best Art, New York
- 2000 TATE, Hard, New York, Two Person Exhibiton
- 2001 Collector’s Choice, Nassau County Museum of Art, Roslyn Harbor, NY
- 2001 For Skin, Henrique Faria Fine Arts, New York
- 2002 Situated Realities, Alyce de Roulet Williamson Gallery, Art Center College of Design, Pasadena, CA
- 2002 Interplay, Miami Design District, Miami
- 2002 Home Movies, SF Cameraworks, San Francisco
- 2002 Enough About Me, Momenta, Brooklyn
- 2002 Neue Photographien und Zeichnungen, Aurel Scheibler, Cologne
- 2002 The Museum of Contemporary Photography, Chicago, IL
- 2003 Mursollaici, Centre Culturel Suisse, Paris
- 2003 Interplay, Museo de Arte de Puerto Rico
- 2003 Child in Time, Gemeente Museum, Helmond, The Netherlands
- 2003 Naked Before God, The Museum of New Art, Pärnu, Estonia
- 2003 Snowscape, Video Installation, Art Unlimited, Basel
- 2003 Reality vs. Fiction, Jamaica Center for the Arts, Queens, NY
- 2003 Regarde, il neige (schizogéographie de la vie quotidienne), Centre national d'art et du paysage de Vassiviere, France
- 2003 Tombe La Neige, Galerie Anne de Villepoix, Paris
- 2003 Aurel Scheibler, Cologne
- 2003 Videos, Gallery 845/LAAA, Los Angeles
- 2003 Cotthem Gallery, Brüssel & Barcelona
- 2004 The Amazing and the Immutable, University of South Florida, Contemporary Art Museum, Tampa, FL
- 2004 Nocturnal Emissions, Groninger Museum, Groningen, The Netherlands
- 2004 Is One Thing Better Than Another, Aurel Scheibler, Cologne
- 2004 Tea Party, Video Installation, Madison Avenue, Calvin Klein Space, New York
- 2004 Sheltered Life, Aurel Scheibler, Cologne
- 2005 Buenos Aires 7th Festival Internacional de Cine Independiente, Argentina
- 2005 KunstFilmBiennale, Cologne
- 2005 WESTERN BIENNALE, Guest currated by Edward Lucie-Smith, John Natsoulas Gallery, Davis, CA
- 2005 OBSERVITORI 2005, Museo de las Artes, Valencia, Spain
- 2006 Coolhunters, Kunsthalle Budapest
- 2006 Die Jugend von heute, Schirn Kunsthalle, Frankfurt/Main
- 2006 KunstFilmBiennale, Cologne
- 2006 The Septemberists, Aurel Scheibler, Berlin
- 2007 Krieg der Knöpfe, Ursula Blickle Stiftung, Kraichtal, Germany, Kunstmuseum Arhus, Denmark, Landesgalerie, Linz, Austria
- 2007 Will Boys Be Boys? Indianapolis Museum of Art
- 2008 Related, ScheiblerMitte, Berlin
- 2008 Related, Haunch of Venison, London
- 2009 the last man standing - a retrospective of photography and video works, Fireplace Project, East Hampton, New York
- 2009 Related, Museum of Contemporary Art, Denver
- 2016 Rohkunstbau
- 2024 Galerie Crone, Wien